# 閔兆華
閔兆華，京劇演員，工生行，師承姜妙香。
他能彈京劇月琴，早年與唐在炘、熊承旭在上海合組京劇樂隊，曾給程硯秋伴奏，程送給他們「3劍客」稱號。
中華人民共和國成立后，參加北京京劇團（現在的北京京劇院），與馬連良、裘盛戎等藝術家合作，並參演京劇電影《群英會·借東風》。
后調北京中國京劇院（現中國國家京劇院）。